# شامیرام
شامیرام (به ارمنی: Շամիրամ) یک شهرک در ارمنستان است که در استان آراگاتسوتن واقع شده است.  در  کیلومتری شمال آشتاراک، مرکز استان آراگاتسوتن واقع شده است.

## خصوصیات
شامیرام ۱٬۵۰۰ نفر جمعیت دارد و در ارتفاع  متر بالاتر از سطح دریا قرار گرفته است.